# Max Simonischek

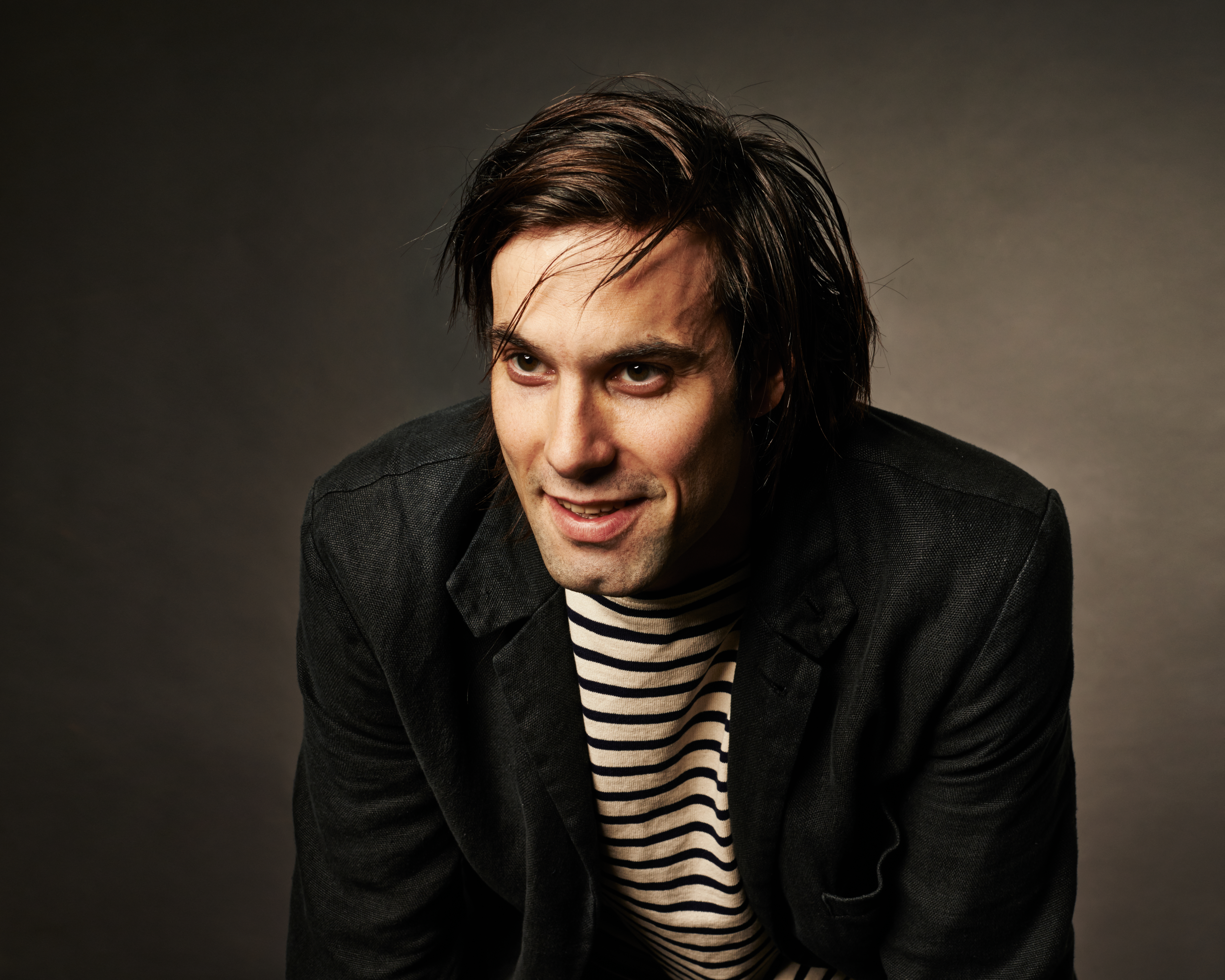
Max Simonischek (2014)

Maximilian „Max“ Simonischek (* 19. Oktober 1982 in West-Berlin) ist ein Schweizer Schauspieler.

## Leben
Max Simonischek wurde 1982 als Sohn der Schauspieler Peter Simonischek und Charlotte Schwab in West-Berlin geboren. Seine Halbbrüder aus der zweiten Ehe seines Vaters sind der Regisseur Benedikt Simonischek und der Schauspieler Kaspar Simonischek. Er wuchs nach der Trennung seiner Eltern bei der Mutter in Zürich und Hamburg auf und verbrachte zehn Jahre seiner Jugend auf einem Internat in Schleswig-Holstein. Nach dem Abitur absolvierte er von 2003 bis 2007 am Mozarteum in Salzburg die Schauspielausbildung.
Simonischek lebt in Berlin, ist verheiratet und hat zwei Kinder.

## Karriere

### Theater
Sein erstes Engagement hatte Simonischek am Theater in der Josefstadt in Wien unter der Regie von Wolf-Dietrich Sprenger. 2007 wechselte er als festes Ensemblemitglied an das Maxim-Gorki-Theater in Berlin. Dort spielte er zahlreiche Hauptrollen unter der Regie von Armin Petras und Tilmann Köhler – etwa als Hamlet und als Mephisto. 2009 gab er sein Engagement zugunsten einer freischaffenden Tätigkeit auf, die er von 2012 bis September 2014 für eine feste Ensemblemitgliedschaft an den Münchner Kammerspielen unterbrach.

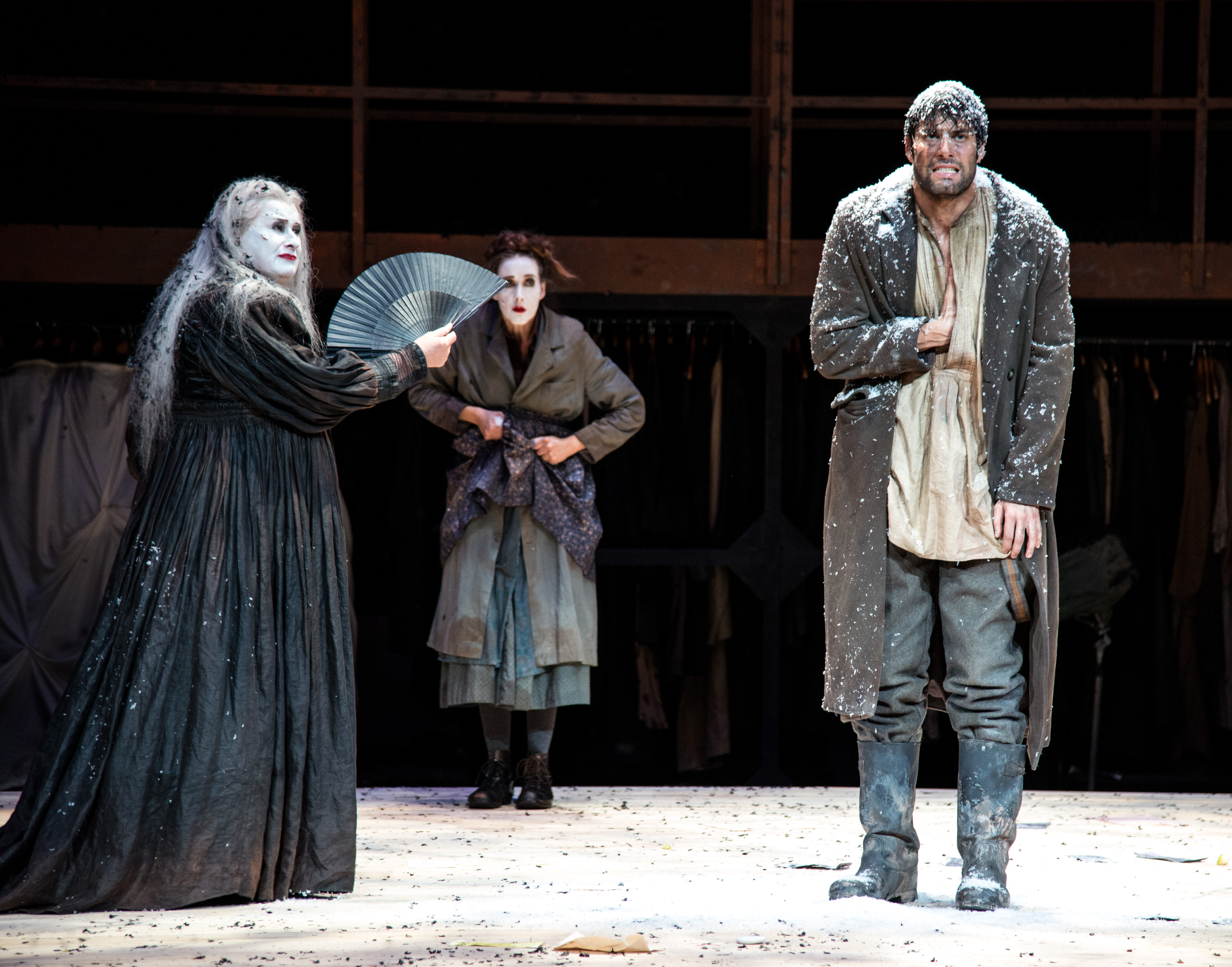
Mit Traute Hoess und Sabine Haupt in Don Juan kommt aus dem Krieg, Salzburger Festspiele 2014

Simonischek gastierte 2014/2015 in Stuttgart und Salzburg, wo er beispielsweise die Hauptrolle in Don Juan kommt aus dem Krieg von Ödön von Horváth bei den Salzburger Festspielen spielte. Im September 2015 hatte das Einmann-Stück Der Bau nach der Erzählung von Franz Kafka Premiere im Theater am Neumarkt Zürich, in dem Simonischek sowohl Hauptdarsteller als auch Co-Regisseur war; es wurde von der Kritik begeistert aufgenommen und wird seither in verschiedenen europäischen Theatern gezeigt, unter anderem am Burgtheater. 2017 war Simonischek erneut bei den Salzburger Festspielen zu sehen. Er spielte den Stanley in Die Geburtstagsfeier von Harold Pinter, inszeniert von Andrea Breth. 2019 übernahm er in Mozarts Zauberflöte die Rolle des Papageno in der Oper im Steinbruch in St. Margarethen im Burgenland, obwohl er kein ausgebildeter Sänger ist.

### Film und Fernsehen
Max Simonischek spielt neben seiner Bühnenarbeit in mehreren deutschen und schweizerischen Film- und Fernsehproduktionen mit. Unter anderem war er in den Kinofilmen Akte Grüninger (an der Seite von Stefan Kurt, Regie: Alain Gsponer) und Am Hang (als Liebhaber von Martina Gedeck und Nebenbuhler von Henry Hübchen) zu sehen, bei letzterem unter der Regie von Markus Imboden, mit dem er bereits Der Verdingbub gedreht hatte.
Im Zweiteiler Hindenburg spielte er eine Hauptrolle, in Gotthard eine wichtige Nebenrolle, und auch im preisgekrönten Schweizer Spielfilm Die göttliche Ordnung um die Einführung des Frauenstimmrechts wurde er für die männliche Hauptrolle besetzt. Seit 2012 verkörpert er die Rolle des Kriminalhauptkommissars Lukas Laim in der ZDF-Reihe Laim. Weitere Rollen spielte er in Wir machen durch bis morgen früh von Lars Becker (für ZDF, unter anderem mit Heike Makatsch) und in Desaster von Justus von Dohnányi (mit Stefan Kurt und Angela Winkler). Im Januar 2019 erreichte Max Simonischek landesweit große Beachtung und Anerkennung, als der biografische Spielfilm Zwingli lanciert wurde, in dem er die Hauptrolle als Reformator Huldrych Zwingli spielt und erstmals zusammen mit seiner Mutter Charlotte Schwab auftrat, die im Film seine Schwiegermutter darstellt. Der Film wurde zum Publikumserfolg; innert knapp acht Wochen strömten über 200'000 Zuschauer in die Kinos, um den Film zur 500-Jahr-Feier der Reformation anzuschauen. 

## Filmografie

### Kino
- 2006: Schlaflos (Kurzfilm) – Regie: Christian Genzel
- 2006: Fremder Bruder – Regie: Robert Steudtner
- 2008: Tausend Ozeane – Regie: Luki Frieden
- 2008: Tutmosis (Kurzfilm) – Regie: Christian Genzel
- 2011: Der Verdingbub – Regie: Markus Imboden
- 2013: Am Hang – Regie: Markus Imboden
- 2014: Akte Grüninger – Regie: Alain Gsponer
- 2014: Wir machen durch bis morgen früh – Regie: Lars Becker
- 2015: Desaster – Regie: Justus von Dohnányi
- 2017: Die göttliche Ordnung – Regie: Petra Volpe
- 2019: Zwingli – Regie: Stefan Haupt
- 2023: Wechselspiel – Regie: Georg Isenmann, Arne Kohlweyer
- 2023: Die Nachbarn von oben – Regie: Sabine Boss
- 2024: Friedas Fall – Regie: Maria Brendle
- 2025: Das geheime Stockwerk – Regie: Norbert Lechner
- 2025: Stiller – Regie: Stefan Haupt

### Fernsehen
- 2004: Jedermann – Regie: Christian Stückl
- 2006: Matthäuspassion – Regie: Richard Blank
- 2007: Ohne einander – Regie: Diethard Klante
- 2010: Kommissar Stolberg (Folge 8x01: Der Freund von früher)
- seit 2012: Laim (Fernsehreihe)
  - 2012: Die Tote ohne Alibi – Regie: Michael Schneider
  - 2017: Laim und die Zeichen des Todes – Regie: Michael Schneider
  - 2020: Laim und der letzte Schuldige – Regie: Michael Schneider
  - 2021: Laim und die Tote im Teppich – Regie: Michael Schneider
  - 2022: Laim und das Hasenherz – Regie: Michael Schneider
  - 2023: Laim und die schlafenden Hunde – Regie: Michael Schneider
  - 2024: Laim und die Toten ohne Hosen – Regie: Michael Schneider
- 2012: Der Teufel von Mailand – Regie: Markus Welter
- 2012: Die Schöne und das Biest – Regie: Marc-Andreas Bochert
- 2016: Gotthard (Zweiteiler) – Regie: Urs Egger
- 2017: Blaumacher (Folge 1x03: Der Mann im Haus) – Regie: Pia Strietmann
- 2017: Der gute Bulle (Fernsehreihe) – Regie: Lars Becker
- 2019: Tatort: Kaputt (Fernsehreihe) – Regie: Christine Hartmann
- 2019: Ein starkes Team: Tödliche Seilschaften (Fernsehreihe) – Regie: Johannes Grieser
- 2020: Die Chefin (Folge 11x11: Portofino) – Regie: Michael Schneider
- 2021: Sarah Kohr – Schutzbefohlen (Fernsehreihe) – Regie: Bruno Grass
- 2022: Trügerische Sicherheit – Regie: Thomas Kronthaler

## Auszeichnungen
- 2007: Friedrich-Luft-Preis für Heaven
- 2011: Deutscher Fernsehpreis in der Kategorie Bester Mehrteiler für Hindenburg (stellvertretend für das Schauspielensemble)
- 2012: Schweizer Fernsehpreis in der Kategorie „Bester Film“ für Der Verdingbub
- 2013: Robert-Geisendörfer-Preis für Die Schöne und das Biest
- 2017: Nomination Schweizer Filmpreis, Bester Hauptdarsteller für Die göttliche Ordnung
- 2019: Nomination Schweizer Filmpreis, Bester Hauptdarsteller für Zwingli